# پر نیلسون (ژیمناست)
پر نیلسون (انگلیسی: Per Nilsson; ۴ ژانویهٔ ۱۸۹۰ – ۱۸ ژوئن ۱۹۶۴) ژیمناست هنری اهل سوئد بود.